# Skjervøy
Skjervøy là một đô thị ở hạt Troms, Na Uy. Trung tâm hành chính của đô thị này là làng Skjervøy trên đảo Skjervøya, nơi mà hầu hết các cư dân sinh sống. Các ngành công nghiệp chủ yếu của đô thị này là đánh bắt cá và đóng tàu.
Đô thị Skjervøy bao gồm đảo Arnøy cũng như Skjervøy (thị trấn nhỏ). Skjervøy được thành lập như là một đô thị ngày 1 tháng 1 năm 1838 (xem formannskapsdistrikt). Năm 1863, đô thị mới Kvænangen (dân số: 1677 người) đã được tách ra từ một phần của Skjervøy, để lại 2.785 người cho Skjervøy. Sau đó, vào ngày 1/1/1886, một đô thị mới, Nordreisa (dân số: 1057), được tách ra từ Skjervøy, để lại 2.096 cư dân cho Skjervøy. Ngày 01 Tháng 1 năm 1890, các trang trại Trætten và Loppevolden (dân số: 32 người) đã được chuyển từ Skjervøy để Nordreisa. Vào ngày 1/1/1965, khu vực Meilands (dân số: 12 người) đã được chuyển giao cho Kvænangen. Ngày 01/1/1972, các bộ phận của Skjervøy nằm trên đất liền (dân số: 1556 người) đã được chuyển từ Skjervøy qua Nordreisa, và các trang trại Mannskarvik không có người ở được chuyển đến Kvænangen. Sau đó, ngày 1 tháng 1 năm 1982, phần phía nam của Uløya (dân số: 128) được chuyển từ Skjervøy sang Nordreisa.